# Herrgottskapelle (Weisingen)

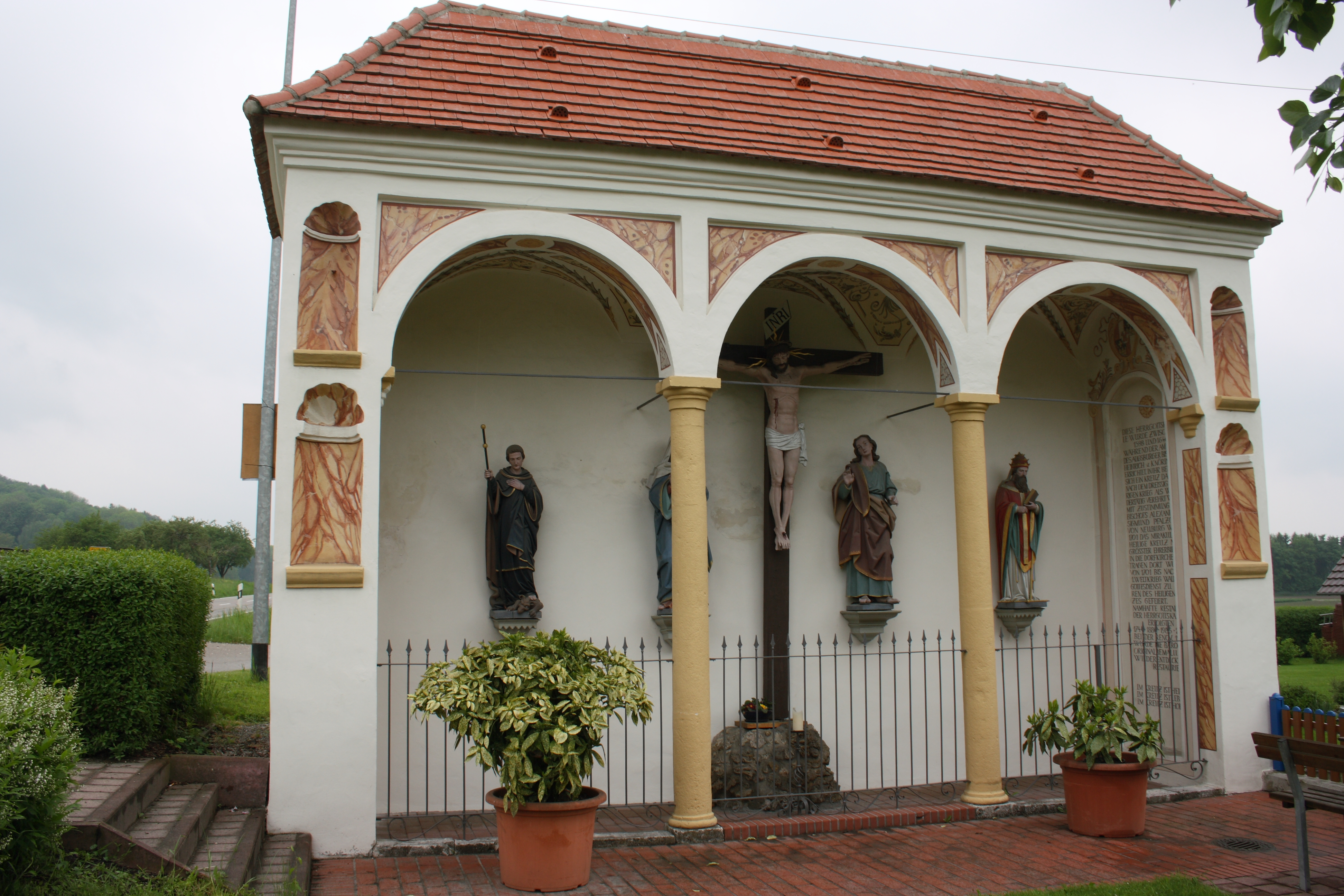
Herrgottskapelle in Weisingen

Die Herrgottskapelle in Weisingen, einem Gemeindeteil von Holzheim im schwäbischen Landkreis Dillingen an der Donau in Bayern, wurde in der ersten Hälfte des 18. Jahrhunderts errichtet. Die Kapelle an der Straße nach Aislingen, am Westrand des Dorfes, ist ein geschütztes Baudenkmal.
Die Kapelle besteht aus einer offenen Halle mit drei Rundbogenarkaden auf Säulen mit profilierten Kapitellen. Die Bogen sind in Blendfelder gefasst. Unterhalb des Walmdaches verläuft ein profiliertes Traufgesims. An den Stirnwänden befinden sich kleine Muschelnischen.
In der Kapelle befindet sich ein Kruzifix, das von vier Heiligenfiguren gerahmt wird.